# 1499
| 1499               |
| ------------------ |
| Dødsfald - Fødsler |
|                    |

| Gregoriansk kalender | 1499 MCDXCIX            |
| Ab urbe condita      | 2252                    |
| Armensk kalender     | 948 ԹՎ ՋԽԸ              |
| Kinesiske kalender   | 4195 – 4196 戊午 – 己未 |
| Etiopisk kalender    | 1491 – 1492             |
| Jødisk kalender      | 5259 – 5260             |
| Hindukalendere       |                         |
| - Vikram Samvat      | 1554 – 1555             |
| - Shaka Samvat       | 1421 – 1422             |
| - Kali Yuga          | 4600 – 4601             |
| Iransk kalender      | 877 – 878               |
| Islamisk kalender    | 904 – 905               |

Konge i Danmark: Hans 1481-1513
Se også 1499 (tal)

## Begivenheder
- 12. august - den osmanniske flåde besejrer Republikken Venedigs flåde ved Sapienza

## Født
- Katharina von Bora

## Dødsfald
- 23. november: Perkin Warbeck henrettes ved hængning i London